# Oscilación de Allerød
| Periodo         | Fechas              |
| --------------- | ------------------- |
| Bölling/Allerød | 14,500-12,900 a. P. |
| Dryas Reciente  | 12,900-11,600 a. P. |

La Oscilación de Allerød es una oscilación climática (el clima se volvió templado) dentro de la tercera Glaciación wurmiense (Würm III), en el Paleolítico Superior, que se extendió aproximadamente del 12.000 al 10.000 a. P.

El estadio intermedio Bølling-Allerød se desarrolló al finalizar el último período glacial, entre 14,700 
y 12,700 años a. P.. Comienza con el final del Dryas Antiguo y termina abruptamente con el 
Dryas Reciente

En algunas localidades se ha detectado un período frío en la mitad del Bölling/Allerød por lo 
cual el período es dividido en: 

Oscilación Bolling: ≈ 14.500 años a. P. 

Oscilación Allerod: ≈ 1 3.000 años a. P. 

## Dryas Reciente
Luego del interestadio Bölling-Allerod, el clima europeo sufrió un nuevo enfriamiento 
significativo, el Dryas Reciente. La palabra Dryas se deriva de la Dryas octopetala. Desaparecieron los árboles y fueron substituidos 
por una vegetación muy pobre. Numerosos estudios polínicos, sedimentarios indican 
temperaturas muy frías durante el invierno. 

Al inicio del Dryas Reciente, hace 12.900 años, la insolación estival en el hemisferio norte, 
derivada de los ciclos de Milankovitch, era mayor que la actual y continuaba aumentando. Por 
lo tanto, no había un motivo astronómico 
Según Broecker (1989) durante la deglaciación, en el Bølling-Allerød, la progresiva fusión de 
los hielos del manto Laurentino había formado en su borde meridional el lago Agassiz, de agua 
dulce, al oeste de la región que hoy ocupan los grandes lagos. Este lago tenía salida hacia el sur, 
a través del río Misisipi al golfo de México. 

Al derretirse una barrera de hielo en el borde oriental del lago, que cortaba su comunicación con 
el Atlántico Norte, las aguas comenzaron a desaguar en el océano a través del canal de San Lorenzo. Este aporte de agua dulce al Atlántico Norte, produjo una brusca disminución de la 
salinidad y de la densidad del agua superficial marina, lo que frenó el mecanismo de hundimiento y producción de agua profunda (North Atlantic Deep Water). Sin embargo, no se han encontrado pruebas geológicas de esta gran inundación (Broecker, 2006).

El incremento de agua dulce podría haber sido causado por una entrada de agua dulce desde el 
Ártico a través del estrecho de Fram. Es posible que durante el Dryas Reciente, el Ártico 
recibiese agua dulce de deshielo desde el sector occidental del manto de hielo norteamericano, 
en la región de Keewatin, y que también hubiese un aporte importante a través de la bahía de 
Hudson. Este exceso de agua dulce frenaba la circulación termohalina (MOC) (Tarasov, 2005).

El enfriamiento del agua oceánica no se circunscribió al Atlántico Norte sino que existen 
indicios de que afectó también al hemisferio sur. La concentración de metano en la atmósfera se 
redujo en un 25 %, dato que se registra simultáneamente en los hielos de Groenlandia y en los de 
la Antártida. 

Se pensó que la disminución del metano se produjo porque el enfriamiento redujo las 
precipitaciones y se hizo menor la extensión de los humedales de zonas tropicales. Sin embargo, 
al disminuir las precipitaciones en regiones tropicales aumentaría la extensión de los humedales 
de baja profundidad (de menos de 1 metro), los cuales son más aptos que los lagos profundos 
para la producción y escape de metano a la atmósfera. Por lo tanto, la causa de la disminución de 
metano habría que buscarla en otra parte, probablemente en las latitudes altas, en donde el frío 
reduciría la actividad biológica y con ella la producción de ese gas en los ecosistemas de tundra 
y turberas. 

## Cambios durante el Dryas Reciente
- Sustitución de los bosques por una tundra glaciar en el norte de Europa;
- Mayor extensión de los glaciales;
- Depósitos de loess;
- Sequía al este del Mediterráneo, lo que podría haber desencadenado los comienzos de la agricultura.

 
El Dryas Reciente terminó abruptamente hacia el año 11.500 a. C.. En 
Europa, los sedimentos de algunos lagos parecen también indicar la terminación del 
Dryas Reciente en el inicio del Holoceno.

En general durante el Holoceno ha habido una declinación gradual de las temperaturas de 
verano, lo que culminó con la Pequeña Edad de Hielo, que parece haber sido una respuesta 
al forzamiento orbital (insolación boreal en declinación). 